# Asha Lul Mohamud Yusuf
Asha Lul Mohamud Yusuf là một nhà thơ người Somalia sống lưu vong ở Anh trong 20 năm.
Bộ sưu tập tiếng Somali-English hai ngôn ngữ của Yusuf The Sea-Migations được cả hai nhà thơ Jeremy Noel-Tod và Carol Rumens bầu chọn là một trong những cuốn sách thơ hay nhất năm 2017.

## Công trình
- Cuộc di cư trên biển: Tahriib. Dịch bởi Clare Pollard. Sách Bloodaxe, 2017.